# Seznam ameriških okoljevarstvenikov
Seznam ameriških okoljevarstvenikov.

## B
Judi Bari - David R. Brower - 

## C
Rachel Carson - Verplanck Colvin -

## D
Jay Norwood Darling - Bill Drayton - 

## F
David Foreman - 

## G
Lois Gibbs - Phyllis Glazer - Al Gore

## H
Paul Hawken - David Helvarg - Julia Butterfly Hill - 

## J
Wes Jackson - Jacqueline Domac - Derrick Jensen - Rees Jones - 

## K
Virginia Kidd - 

## L
Aldo Leopold - Martin Litton - 

## M
Benton MacKaye - Harvey Manning - Donella Meadows - John Muir - Margaret Murie - William Henry Harrison Murray - 

## N
Ralph Nader

## O
Sigurd F. Olson - 

## P
Roger Payne

## R
Joseph L. Reid (1923–2015), oceanograf ?

## S
Ed Sanders - George W. Sears - David Sive - 

## T
Raymond H. Torrey - 